# Pselaphaulax dracophyllum
Pselaphaulax dracophyllum Owens, Leschen & Carlton, 2019 è un coleottero appartenente alla famiglia Staphylinidae.

## Etimologia
Il nome della specie è in riferimento al genere di piante Dracophyllum Labill., 1800, appartenente alla famiglia Ericaceae, diffuso in Australia, Nuova Caledonia e Nuova Zelanda. Molti esemplari di questa specie sono stati raccolti nel fogliame di queste piante.

## Distribuzione
Questa specie è stata finora reperita solo nell'arcipelago delle isole Auckland, 500 Km a sud della Nuova Zelanda: sull'isola Auckland, sull'isola Adams e sull'isola Ewing.
L'olotipo maschile è stato rinvenuto fra le foglie di Dracophyllum, in località Magnetic Cove Berlese sull'isola Adams il 20 gennaio 1966.

## Caratteristiche
Questa è l'unica specie di Pselaphaulax nota delle isole subantartiche: la forma dell'edeago, con il lobo mediano stretto e associato a due processi laterali, nonché il processo dorsale complesso e fortemente sclerotizzato, rendono questa specie unica.

## Tassonomia
Al 2021 non sono note sottospecie e dal 2019 non sono stati esaminati nuovi esemplari.